# Головчинці (Хмельницький район)
Голо́вчинці — село в Україні, у Меджибізькій селищній територіальній громаді Хмельницького району Хмельницької області.

## Географія
Головчинці розділені річкою Південний Буг на дві частини. З обох боків села знаходяться ліси, які вже давно стали улюбленим місцем для відпочинку туристів. За радянських часів навкруги села в лісах ще розміщувались 8 оздоровчих дитячих таборів. Нині діючих залишилося лише 2.
У Головчинцях наприкінці минулого століття функціонував гранітний кар’єр. Проте під час видобутку граніту чашу кар’єру заповнила вода підземного джерела.

## Історія
На місцезнаходженні Головчинці–1 кам’яні знаряддя знайдено у викопних ґрунтах широкинського етапу, що формувалися не менш ніж 900-1200 тис. років тому нижній палеоліт.
У 2018 році село стало частиною Меджибізької ОТГ.

## Населення
Населення становить 876 осіб.

### Мова
Розподіл населення за рідною мовою за даними перепису 2001 року:
| Мова       | Відсоток |
| ---------- | -------- |
| українська | 99,09%   |
| російська  | 0,91%    |

## Пам'ятки

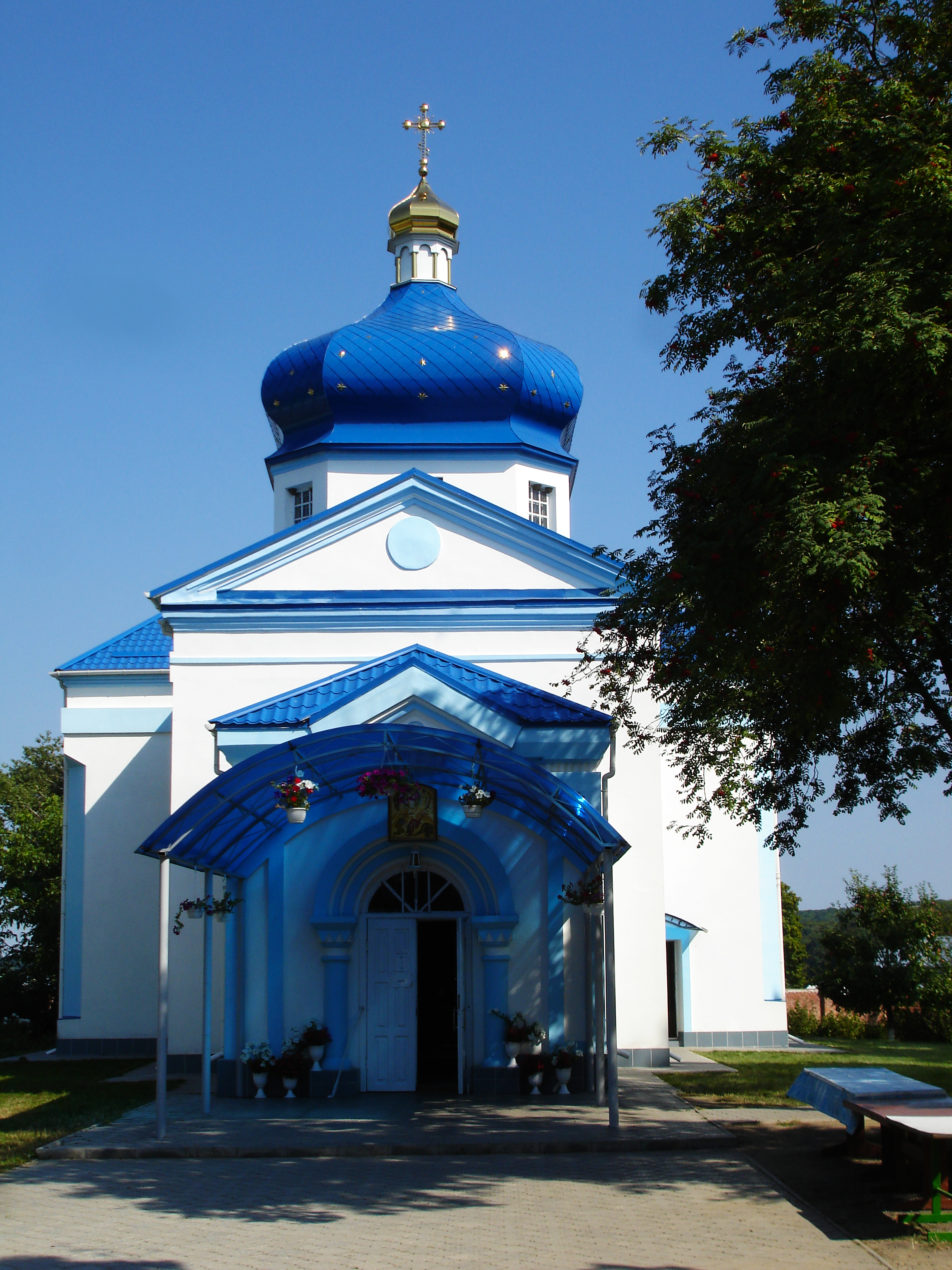
Церква святого Онуфрія

- По обидва боки Головчинців б’ють два цілющих джерела. Одне з них назване на честь преподобного Онуфрія, біля якого знаходиться Свято-Преображенський жіночий монастир. Тиха обитель із давньою історією, розташована на самісінькому березі Південного Бугу, відома серед паломників своєю святинею — джерелом преподобного Онуфрія, до якого щороку приходять тисячі паломників у пошуках зцілення. В обителі є дві купальні — літня відкрита та закрита, де можна зануритися в цілющу воду і в холодну пору року.
- Між селами Ставниця та Головчинці знаходяться руїни замку Ракочі. Замок був добре укріплений, квадратної форми мурами, з баштами на кутах і цікавий він тим, що то була митниця. Будували його скоріш за все Синявські, бо там знайшли оригінальну печатку Рафаїла Синявського. Татари в 1566 році захопили та знищили замок.[6]

## Відомі люди
У селі народився:
- Яворський Іван Михайлович — член ОУН, родом з села Головчинці, розстріляний гестапо в 1943 року в Старокостянтинівській тюрмі.

## Галерея

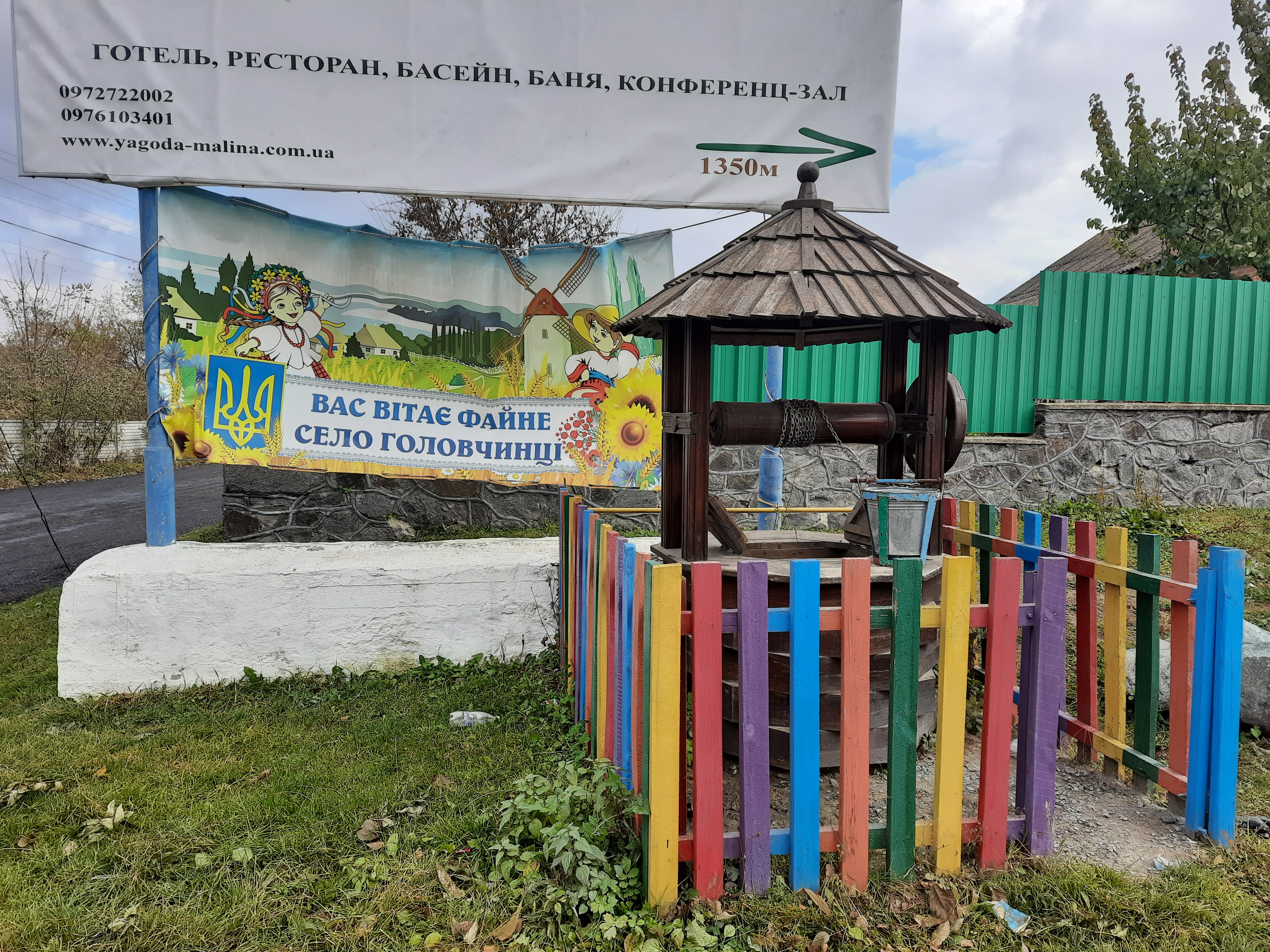
В'їзд у село
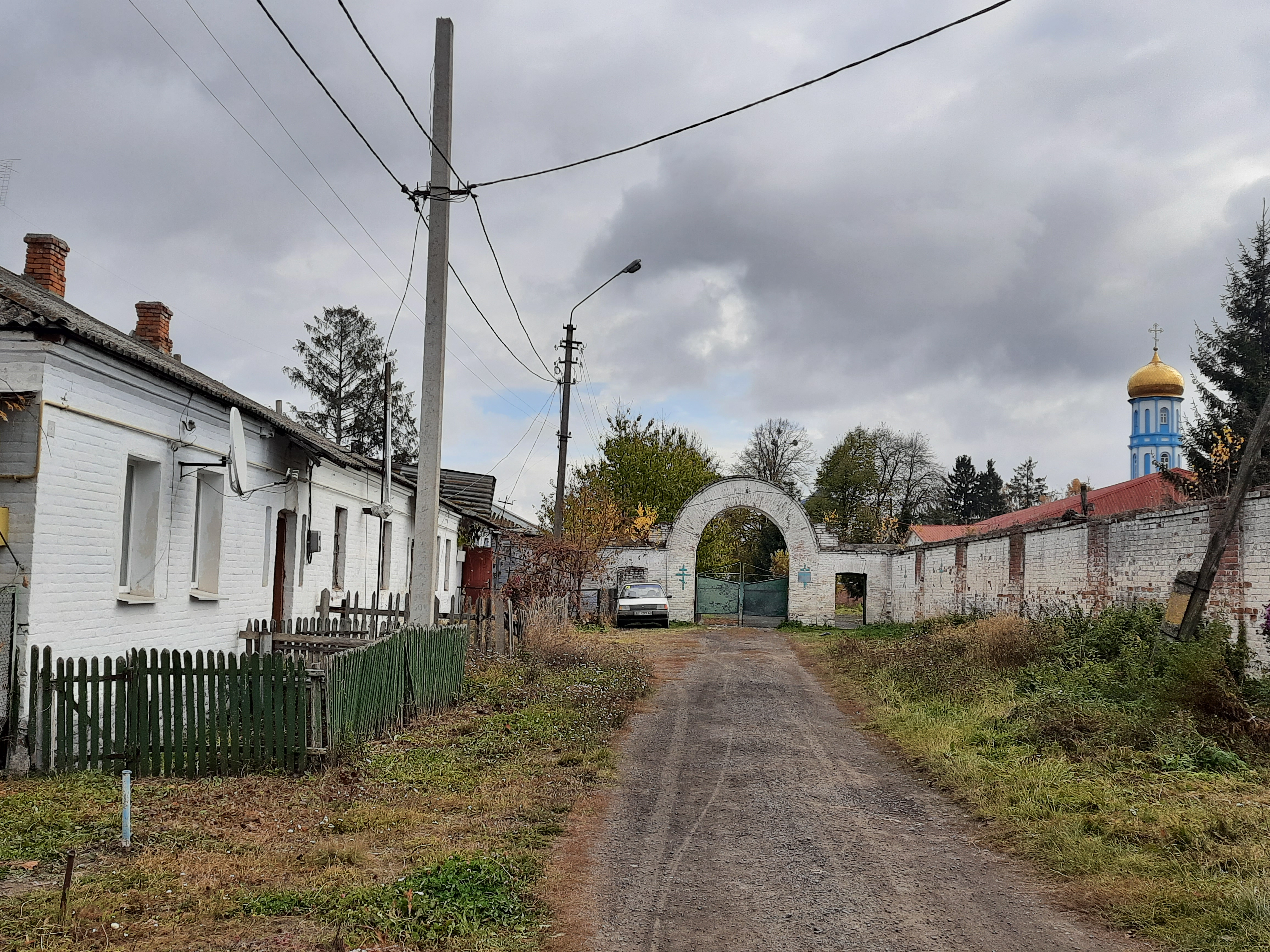
Комплекс споруд Свято-Преображенського монастиря
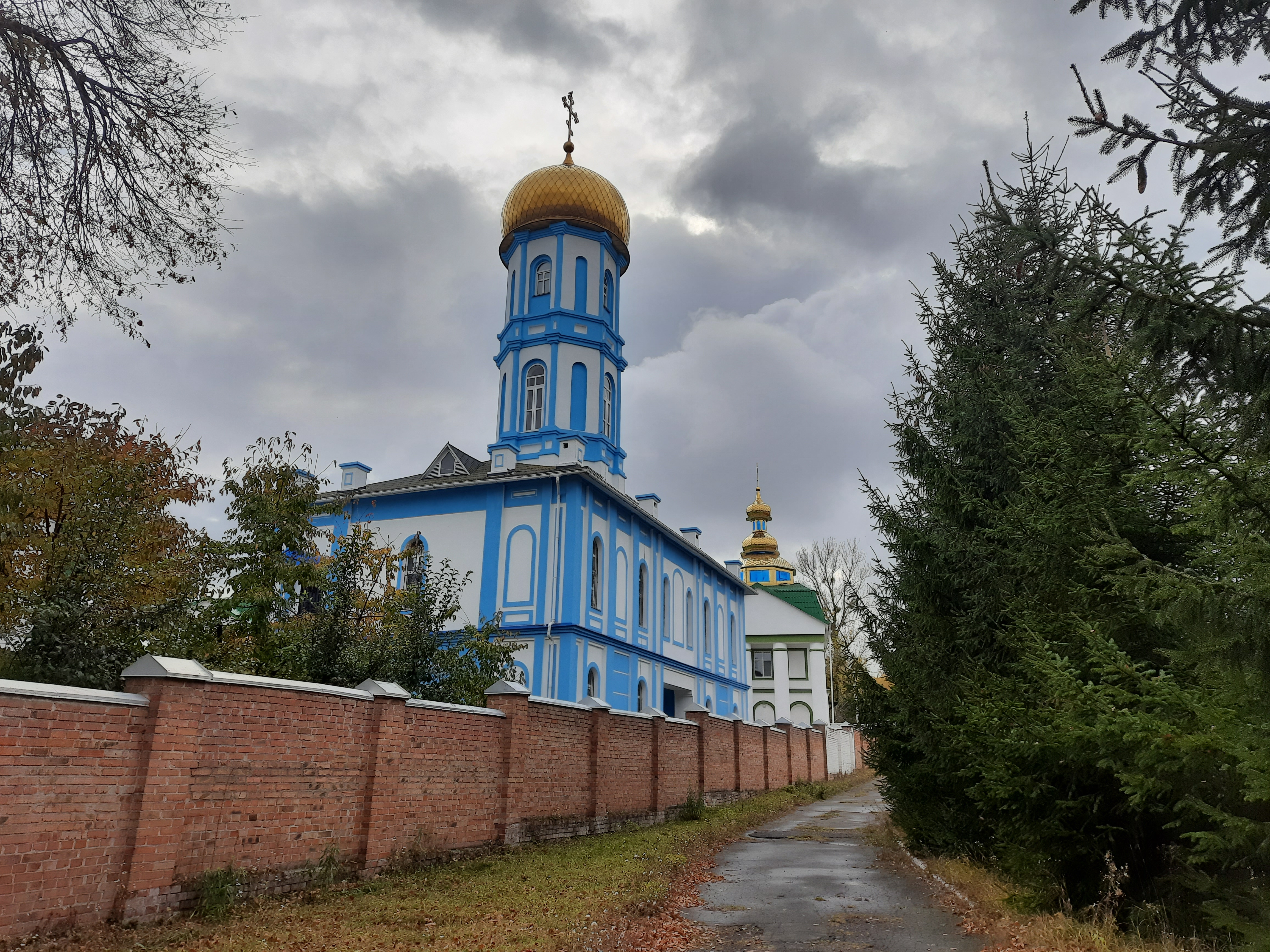
Комплекс споруд Свято-Преображенського монастиря
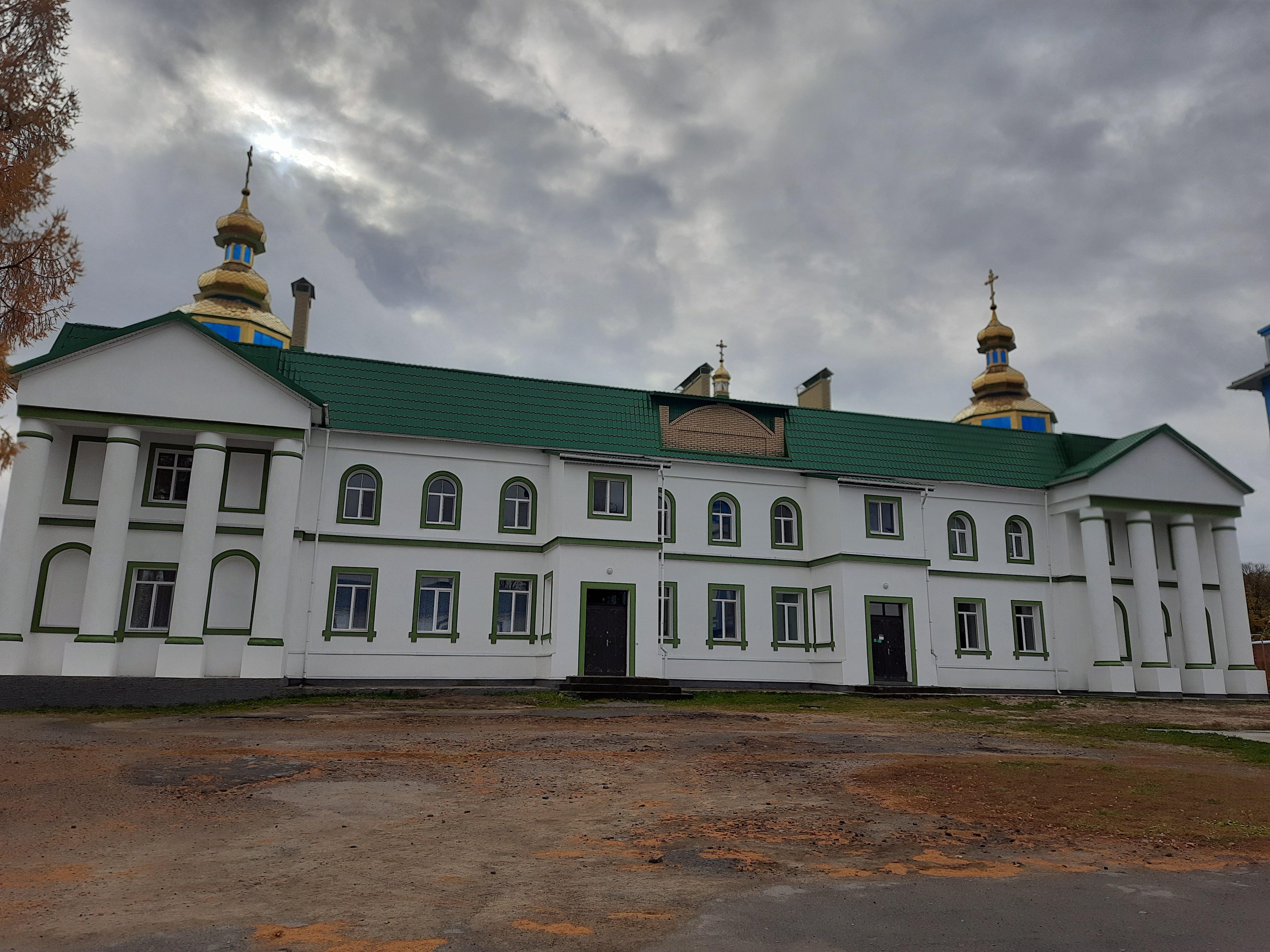
Комплекс споруд Свято-Преображенського монастиря
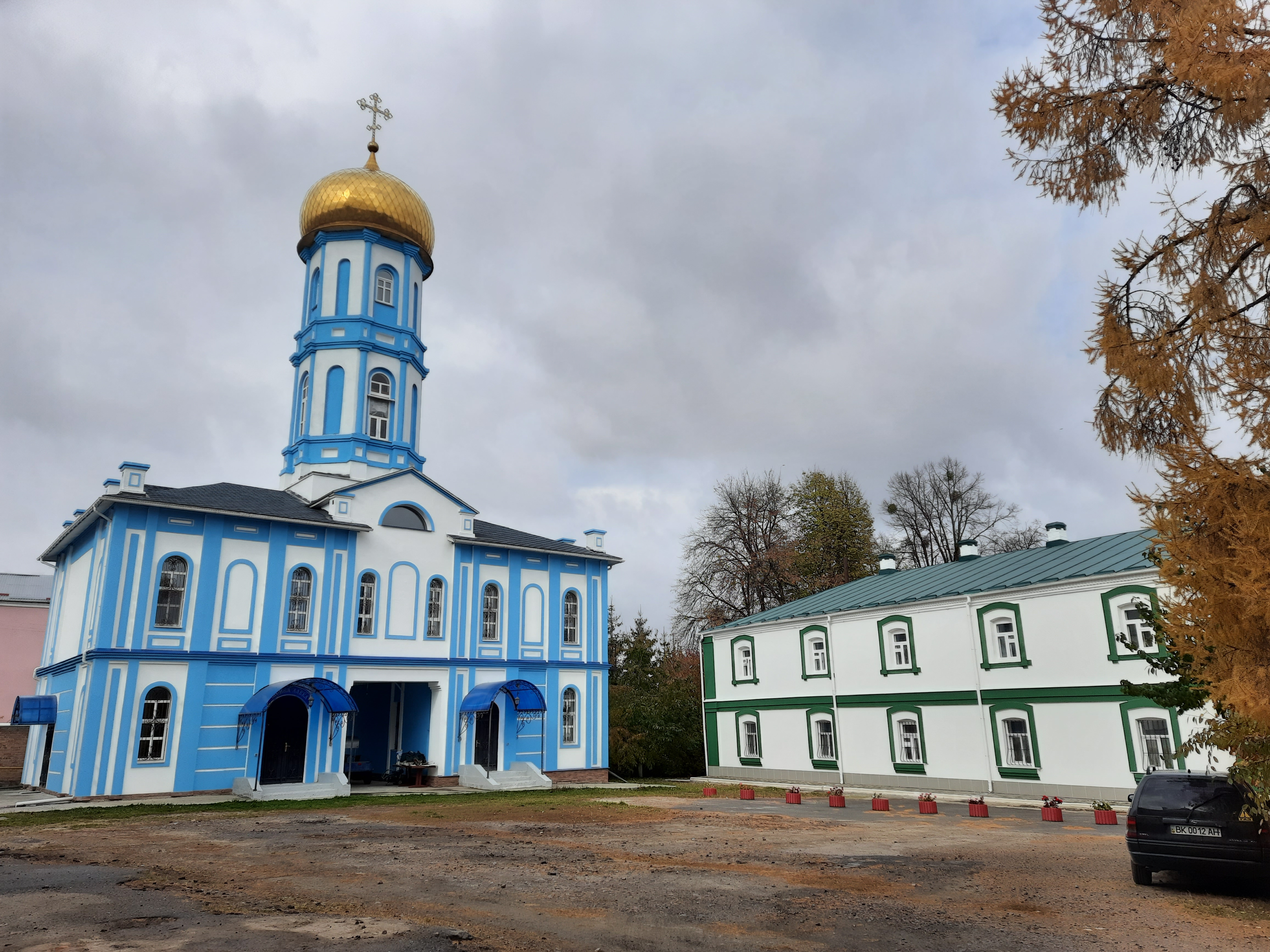
Комплекс споруд Свято-Преображенського монастиря
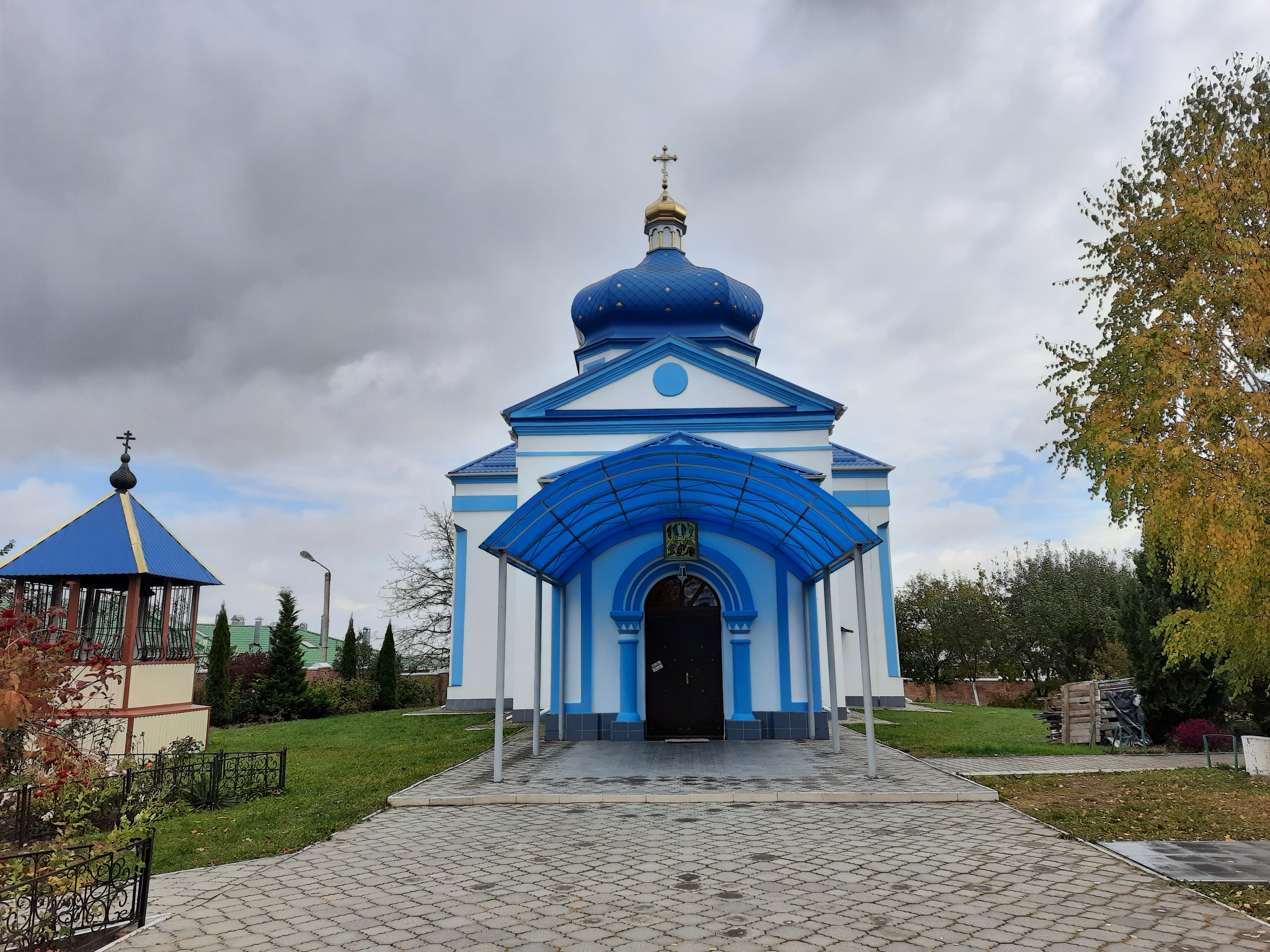
Церква Святого Онуфрія
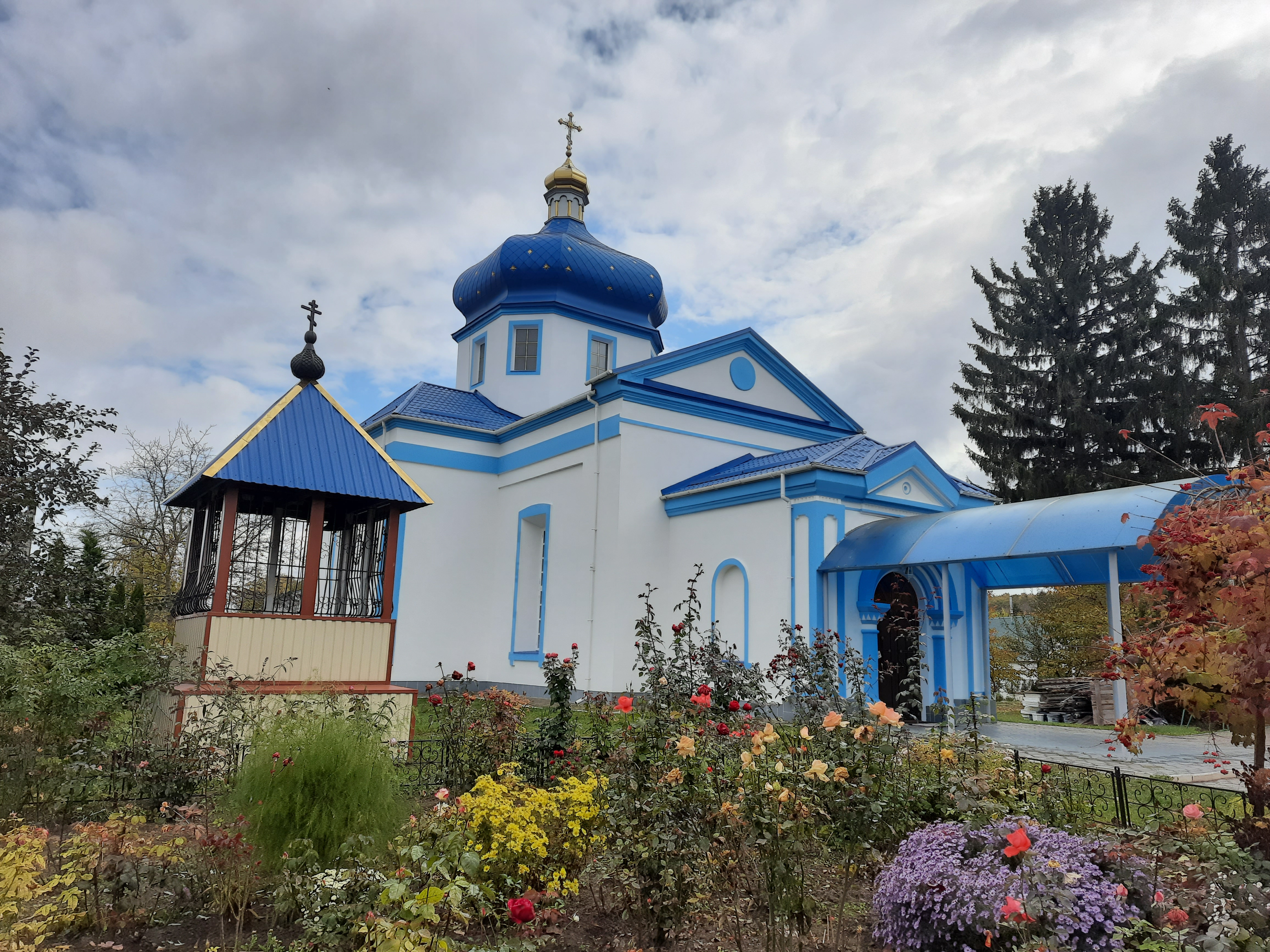
Церква Святого Онуфрія
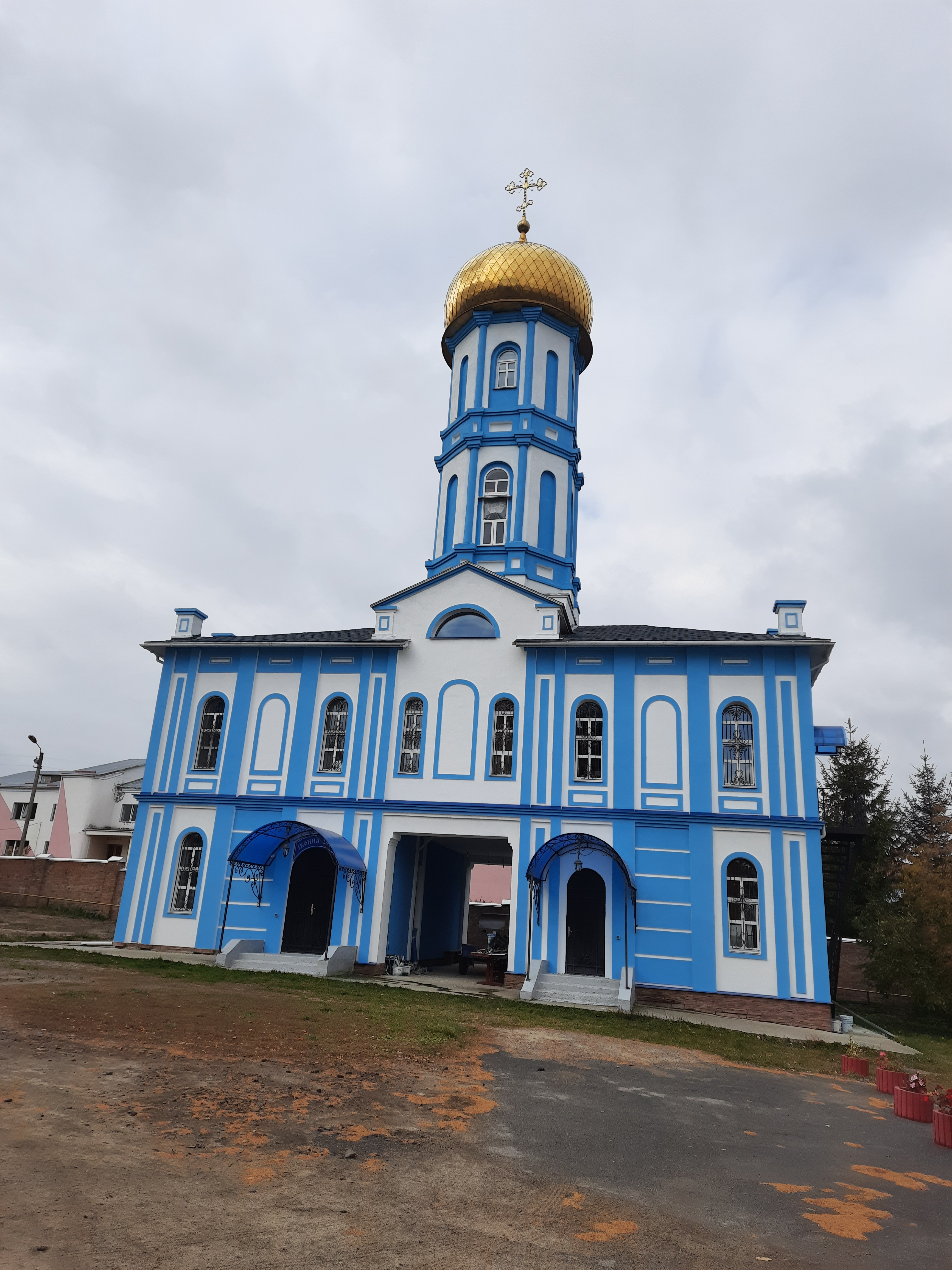
Дзвіниця церкви Святого Онуфрія
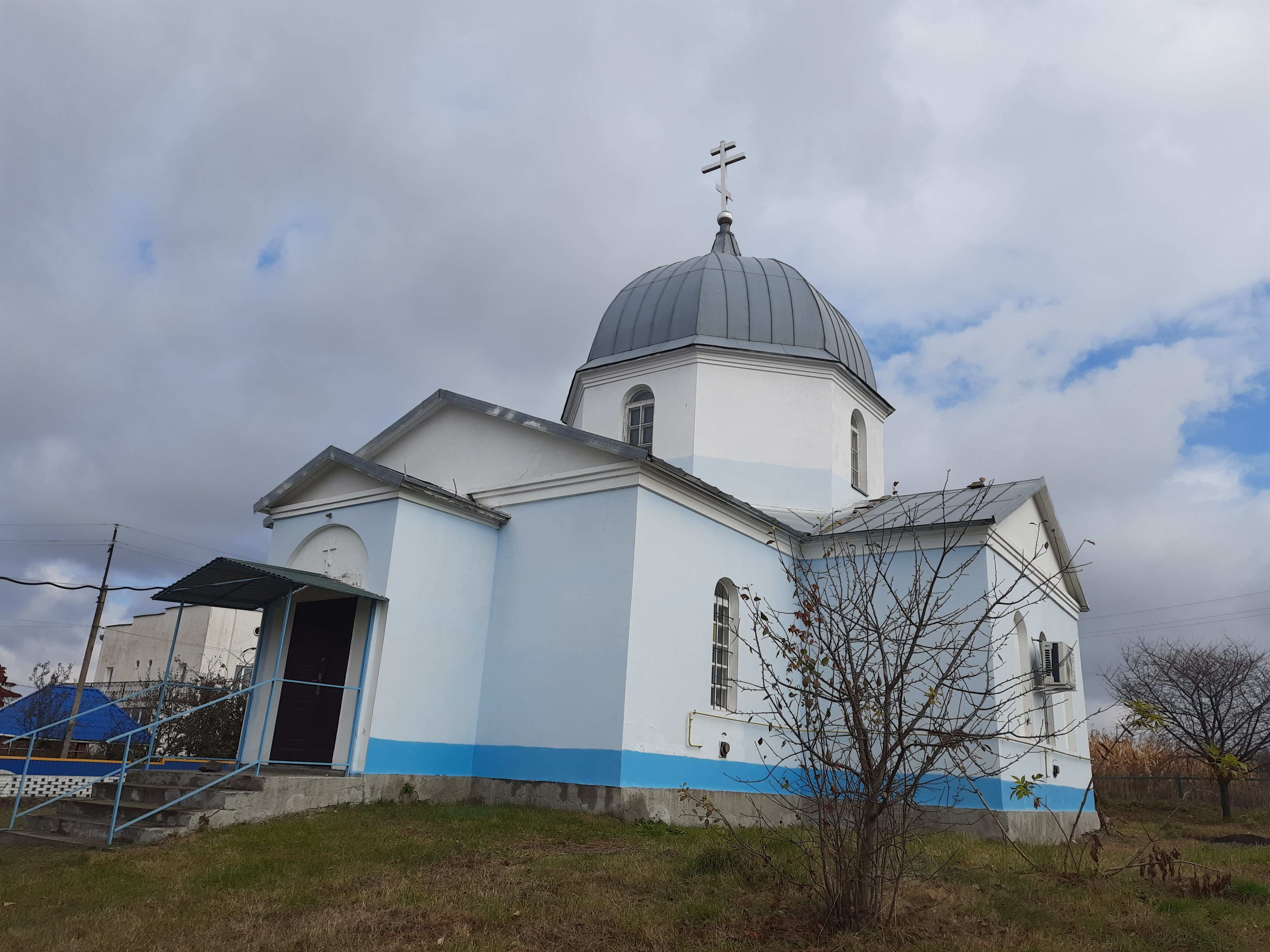
Церква святого Миколая
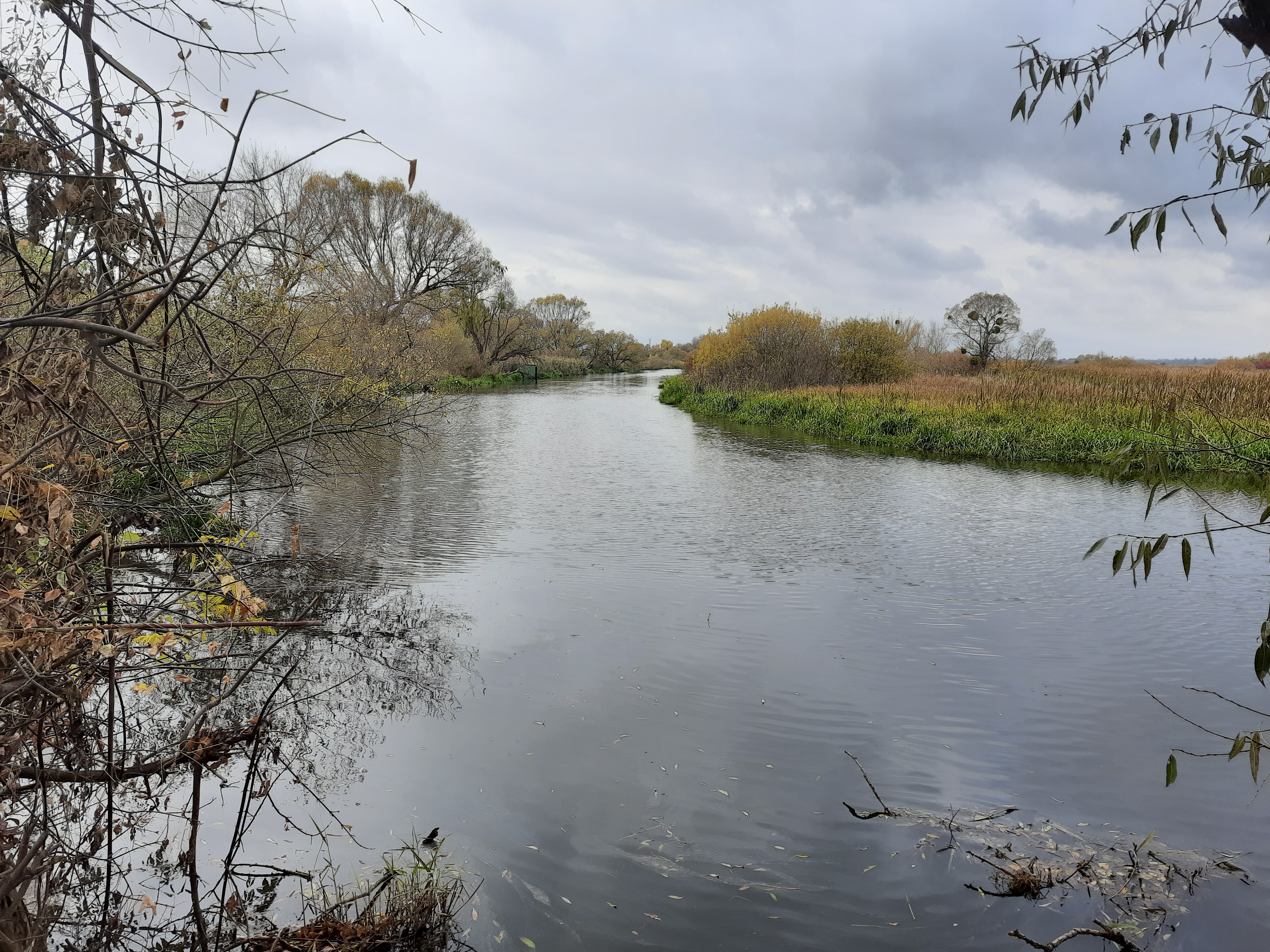
Річка Південний Буг біля села